# Jan Tritemiusz
Jan Tritemiusz, właśc. Johannes von Heidenberg (ur. 1 lutego 1462 w Trittenheim, zm. 13 grudnia 1516 w Würzburgu) – niemiecki mnich benedyktyński, polihistor, leksykograf, kryptolog i kronikarz.

## Życiorys
Urodził się 1 lutego 1462 roku w Trittenheim, jako Johannes von Heidenberg, jednakże w późniejszym życiu przybrał imię eponimiczne. Ze względu na trudne dzieciństwo i zaborczego ojczyma, Tritemiusz nauczył się czytania, pisania i podstaw łaciny dopiero w wieku piętnastu lat. Studiował na Uniwersytecie w Heidelbergu i w wieku około 20 lat wstąpił do zakonu benedyktyńskiego w Sponheim. Profesję zakonną złożył 8 grudnia 1482 roku. Po dwóch latach pobytu, pomimo że był najmłodszym członkiem klasztoru, został wybrany opatem. Założył tam bibliotekę, a dzięki swojej dyscyplinie i stypendium, wkrótce podniósł klasztor do instytucji edukacyjnej wysokiego poziomu. Kolekcja książek zgromadzonych w bibliotece sięgała 2000 egzemplarzy. W 1506 roku zrezygnował z opactwa i otrzymał propozycję zostania historiografem na dworze cesarza Maksymiliana Habsburga, z dożywotnią emeryturą. Tritemiusz jednak odmówił i przeniósł się do klasztoru św. Jakuba w Würzburgu. Zmarł 13 grudnia 1516 roku, tamże.
Jest autorem dzieła pt. „Steganographia” (traktującego o steganografii), a także szyfru Tritemiusza.
Był krytykiem alchemii. Uważał, że przez nią ludzie tracą majątki i pogrążają się w długach na niepotrzebne badania.

## Dzieła
Lista niektórych publikacji:
- Catalogus illustrium virorum Germaniae (1491)
- De scriptoribus ecclesiasticis (1494)
- Antipalus maleficiorum (1508)
- Annates hirsaugienses (1514)
- Annates de origine Francorum (1516)
- Chronologia mystica (1516)